# Zwingle (Iowa)
Zwingle es una ciudad ubicada en el condado de Dubuque en el estado estadounidense de Iowa. En el Censo de 2010 tenía una población de 91 habitantes y una densidad poblacional de 225,23 personas por km².

## Geografía
Zwingle se encuentra ubicada en las coordenadas 42°17′50″N 90°41′15″O / 42.29722, -90.68750. Según la Oficina del Censo de los Estados Unidos, Zwingle tiene una superficie total de 0.4 km², de la cual 0.4 km² corresponden a tierra firme y (0%) 0 km² es agua.

## Demografía
Según el censo de 2010, había 91 personas residiendo en Zwingle. La densidad de población era de 225,23 hab./km². De los 91 habitantes, Zwingle estaba compuesto por el 100% blancos, el 0% eran afroamericanos, el 0% eran amerindios, el 0% eran asiáticos, el 0% eran isleños del Pacífico, el 0% eran de otras razas y el 0% pertenecían a dos o más razas. Del total de la población el 0% eran hispanos o latinos de cualquier raza.